# 趙小林
趙小林，中國相聲演員、作者，屬中國鐵路文工團。原為國營糧店職工，有外號麵兒趙。1976年左右開始從事相聲創作表演。1992年和妻子馬貴榮成立了中國第一個專門經營兒童相聲的藝術團體「希望少兒相聲藝術團」，培養相聲人才。